# 波內里區

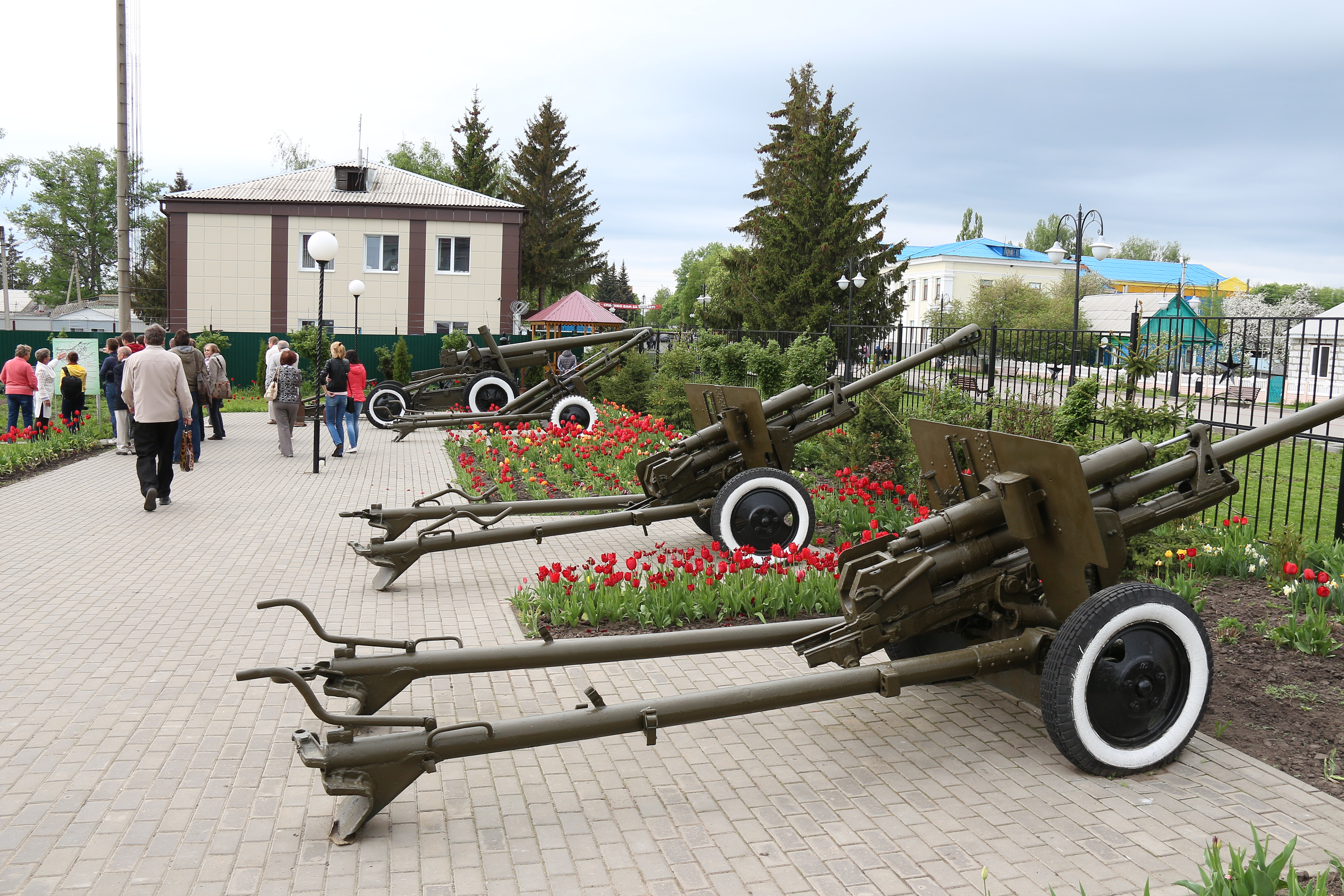

52°19′N 36°18′E / 52.317°N 36.300°E
波內里區（俄语：Поныровский район），是俄羅斯的一個區，位於該國西部，由庫爾斯克州負責管轄，面積690平方公里，2010年人口11,778，人口密度每平方公里17.07人。